# Platos rotos
Platos rotos es una comedia de situación de 13 episodios de media hora de duración, estrenada por Televisión española el 2 de octubre de 1985. Fue emitida la noche de los miércoles.

## Argumento
Carmen es una mujer de mediana edad independiente y decidida que debe afrontar una nueva etapa en su vida tras ser abandonada por su marido. Deberá sacar adelante a su madre Julia y su hija Mariel así como el restaurante que regentaba con su esposo. Para ello contará con la ayuda de su ingenua vecina Loli.

## Reparto
- María José Alfonso ... Carmen
- Verónica Forqué ... Loli
- Luisa Sala ... Julia
- Yolanda Ventura ... Mariel
- Félix Rotaeta ... Rodrigo
- Ángel de Andrés López ... David
- Vicente Parra ... Germán
- Francisco Cecilio ... Nando
- Jesús Bonilla ... Fermín

## Ficha técnica
- Dirección: Carlos Serrano
- Producción: Ramón Sanz, Rafael Herrero
- Guion: Joaquín Oristrell
- Música: Manuel Pacho
- Montaje: Juan A. Vílchez
- Dirección Artística: Concha de las Heras
- Vestuario: Ana María Losa
- Maquillaje: Enriqueta Bello, Carmen Valverde
- Peluquería: Dolores Cruz, Eshter Vicent

## Premios
- Fotogramas de plata (1985): 
  - Verónica Forqué. Mejor intérprete de televisión.
  - María José Alfonso. Nominada

## Episodios
- Las cuatro caras de Eva. 2 de octubre de 1985
  - Carmen Balagué
  - Julia Caballero
  - Benito Planell
  - Julio Riscal

- Adivina quien duerme esta noche. 9 de octubre de 1985
  - Andrés Bayonas

- Alguien voló sobre el nido del colibrí. 16 de octubre de 1985
  - Margarita Calahorra
  - Estanis González
  - Jesús Puente
  - Santiago Ramos

- La noche que vivimos peligrosamente. 23 de octubre de 1985
  - Rafael Conesa
  - Luis Rico
  - César Diéguez
  - Susi Sánchez
  - Rafael Álvarez "El Brujo"

- Julia de los espíritus. 30 de octubre de 1985
  - Chus Lampreave
  - Pastor Serrador

- La tentación duerme al lado. 3 de noviembre de 1985
  - Margarita Calahorra
  - José Lara

- La mala sombra de una duda. 6 de noviembre de 1985
  - Luis Lorenzo
  - Jesús Puente
  - Santiago Ramos

- Que el cielo nos juzgue. 27 de noviembre de 1985
  - Marta Sánchez de Pazos

- Sábado, maldito sábado. 25 de diciembre de 1985
  - Jesús Puente
  - Aurora Redondo
  - Pastor Serrador

- Con los ojos abiertos. 8 de enero de 1986
  - Marta Fernández Muro

- Despacio, despacio. 15 de enero de 1986
  - Estanis González